# Допинг у Русији
Систематски допинг руских спортиста довео је до одузимања 48 олимпијских медаља из Русије (и руских придружених тимова), што је четири пута више од броја следећих по величини и више од 30% од укупног светског броја. Русија има највише такмичара који су ухваћени да крше правила о допингу на Олимпијским играма на свету, са више од 150.
Допинговање међу руским такмичарима се разликује од допинга међу држављанима других земаља по томе што допинг није индивидуалан избор, већ је спонзорисан и систематски спровођен, при чему је утврђено да је руска држава испоручивала стероиде и друге лекове спортистима. Због распрострањеног кршења антидопинг прописа, укључујући покушај саботирања текућих истрага манипулацијом компјутерских података, Светска антидопинг агенција (WADA) је 2019. године забранила Руској Федерацији све веће спортске догађаје, укључујући Олимпијске игре, за четири године. Суд за спортску арбитражу (CAS) је 2020. смањио период забране на две године након жалбе Русије. Такмичари из Русије у међувремену могу да учествују на међународним такмичењима под неутралном заставом и ознаком.

## Совјетско доба
Према британском новинару Ендру Џенингсу, пуковник КГБ-а је изјавио да су се службеници агенције представљали као антидопинг ауторитети Међународног олимпијског комитета (МОК) како би поткопали допинг тестове и да су совјетски такмичари „спашени [овим] огромним напорима“. Што се тиче Летњих олимпијских игара 1980., аустралијска студија из 1989. каже: „Тешко да постоји освајач медаља на Играма у Москви, а свакако не освајач златне медаље, који није на једној или другој врсти дроге: обично неколико врста. Игре у Москви би могле бити и названее Хемичареве игре“.
Документи добијени 2016. открили су планове Совјетског Савеза за систем допинга у целој држави у атлетици у припреми за Летње олимпијске игре 1984. у Лос Анђелесу. Датирано пре одлуке земље да учествује у бојкоту Летњих олимпијских игара 1984. године, документ детаљно описује постојеће стероидне операције у програму, заједно са предлозима за даља побољшања.  Саопштење, упућено шефу атлетске дисциплине Совјетског Савеза, припремио је др Сергеј Португалов из Института за физичку културу. Португалов је такође био једна од главних личности укључених у имплементацију руског допинг програма пре Летњих олимпијских игара 2016.

## Проблеми са допингом од 2008. до 2009. године
Током 2008. године седам руских атлетичара суспендовано је уочи Летњих олимпијских игара у Пекингу због манипулисања узорцима урина.
Више руских биатлонаца било је умешано у допинг прекршаје уочи Зимских олимпијских игара 2010. Председник Међународне биатлонске уније Андерс Бесеберг рекао је: „Суочавамо се са систематским допингом у великим размерама у једном од најјачих тимова на свету.
Прегледом 7.289 узорака крви од 2.737 такмичара од 2001. до 2009. године, извештај је показао да је број сумњивих узорака из земље А значајно већи од других земаља.  Један од аутора је рекао да је земља А Русија.

## Реакција у Русији
У прошлости су председник Русије Владимир Путин и други владини званичници изјавили да би било понижење за Русију ако се њеним такмичарима не дозволи да се такмиче на Олимпијади под руском заставом. Међутим, упркос гласинама о супротном, његов портпарол Дмитриј Песков је касније открио да се није разговарало о бојкоту до објаве МОК-а. Након што је одлука МОК-а објављена у јавности, Рамзан Кадиров, челник Чеченије, најавио је да ниједном чеченском такмичару неће бити дозвољено да се такмичи под неутралном заставом. Путин је 6. децембра 2017. потврдио да руска влада неће спречити ниједног од својих такмичара да учествује на Играма 2018. као појединци, упркос томе што су други водећи руски политичари позивали на бојкот. Генадиј Зјуганов, лидер Комунистичке партије Руске Федерације, изнео је предлог да се навијачи на Игре пошаљу са совјетским барјаком победе. Руски министар спољних послова Сергеј Лавров прокоментарисао је да се Сједињене Америчке Државе „плаше поштене конкуренције“, потврђујући став Владимира Путина да су Сједињене Државе искористиле свој утицај унутар МОК-а да „организују допинг скандал“. Према Комсомолској правди, популарном руском таблоидном листу, 86% руског становништва се противило учешћу на Зимским олимпијским играма под неутралном заставом. Многи Руси су веровали да МОК узвраћа Русији због њиховог дискриминаторног закона против хомосексуалаца који је изазвао значајне контроверзе са МОК-ом током Зимских олимпијских игара 2014. када су биле домаћини у Сочију у Русији.

## Статистика
ВАДА објављује годишње сажетке кршења антидопинг правила (АДРВ). Русија је била на првом месту у свету по АДРВ-у током 2013, 2014, 2015. и 2018.
| Година | Рурски број АДРВ | Укупно на свету АДРВ | Руски удео | Русија на листи по броју прекршаја | Од                       |
| ------ | ---------------- | -------------------- | ---------- | ---------------------------------- | ------------------------ |
| 2013.  | 225              | 1,953                | 11,5%      | 1                                  | 15. маја 2015. године    |
| 2014.  | 148              | 1,647                | 9%         | 1                                  | 21. фебруар 2016.        |
| 2015.  | 176              | 1,901                | 9,3%       | 1                                  | 31. јануара 2017. године |
| 2016.  | 69               | 1,326                | 5,2%       | 6                                  | 31. децембар 2017.       |
| 2017.  | 82               | 1,459                | 5,6%       | 5                                  | 31. мај 2019.            |
| 2018.  | 144              | 1,640                | 8,7%       | 1                                  | 2. март 2020.            |

Због кршења правила о допингу, Русију су одузете 43 олимпијске медаље – највише од било које земље, скоро четири пута више од другопласираног и скоро трећина глобалног укупног броја. Била је водећа земља по броју одузетих медаља због допинга на Зимским олимпијским играма 2002. (5 медаља), Зимским олимпијским играма 2006. (1 медаља), Летњим олимпијским играма 2008. (14 медаља), Летњим олимпијским играма 2012. (15 медаља). медаље), Зимске олимпијске игре 2014. (4 медаље) и заједнички највише на Летњим олимпијским играма 2004. (3 медаље) и Летњим олимпијским играма 2016. (1 медаља). 43 одузете медаље укључују 12 златних, 20 сребрних и 11 бронзаних. Ово не укључује друге медаље одузете руским удруженим олимпијским тимовима.